# سرعة الصوت سونيك
سرعة الصوت سونيك (باليابانية:音速のソニック بالانجليزية: Speed-o'-Sound Sonic) هو أحد شخصيات انمي ومانغا ون بنش مان، وهو شرير في السلسلة، وقد كان سابقا الحارس الشخصي لزينيرو، و يعتبر نفسه مضاد للابطال، ودائما يعتبر سايتاما كخصم له.

## مظهره
سونيك شاب نحيف الجسم ولديه وجه انثوي قليلا، ولديه شعر اسود طويل وملفوف، وايضا عيونه رمادية اللون وكبيرة وهو ابيض البشرة، ولديه سمة ملحوظة وهي وجود علامات بنفسجية اللون اسفل عينيه، وهو دائما ما يرتدي رداء ضيق اسود اللون ومزين بالمعادن في موقع ساقيه وذراعيه والكتفين والصدر والخصر، ويرتدي وشاح ارجواني اللون، واثناء قتاله ضد ملك اعماق البحار كان سونيك يرتدي ملابس السجناء، واثناء معركته مع جينوس ترك شعره حرا.

## شخصيته
على الرغم من مظهره الهادئ، لكن سونيك احيانا يحب قتال خصوم اقوياء، كما تبين عندما ظهرت ابتسامة طفل على اوجهه عندما قابل سايتاما أول مرة وتمكن من صد هجماته، وايضا يبدو انه سريع جدا في العمل فقد هاجم سايتاما كثيرا ولم يسمح له بشرح الموضوع، وهو يستمر في هجوم خصومه حتى لو علم ان الخصم اقوى منه بكثير كما حدث مع سايتاما، كما قال بأن سايتاما هو منافسه، وفعل ما بوسعه ليبدأ معركة مع سايتاما عندما التقى به للمرة الثانية، فقد هاجم الناس والمواطنين ودمر الشارع من اجل جعل سايتاما يواجهه، ويبدو انه يحب القتل كما فعل عندما قتل عصابة المجرم رأس المطرقة وايضا لم يترك رأس المطرقة يهرب.

## ظهوره في ون بنش مان
ظهر سونيك أول مرة كحارس شخصي لرجل ثري جدا يدعى زينيرو وكان مستهدفا من قبل عصابة تحت امرة المجرم رأس المطرقة، وقد كلف سونيك بقتله، وقد التقى بهم وقتل جميع العصابة بسرعة، وقد تقاتل سونيك مع رأس المطرقة وهزمه بسهولة لكن رأس المطرقة لم يمت بل هرب، وبعدها التقى سونيك بسايتاما وكان سونيك عازما على قتله لكن سايتاما تصدى له بسهولة وكسر سيفه، وقال له سايتاما بأنه ليس من العصابة وانه مجرد بطل من اجل المتعة، وقد اراد قتال سايتاما فقط لأنه قوي ومن ثم تحرك سونيك بسرعة جنونية لكن انتهى به الامر من لكمة خفيفة من سايتاما اتت تحت الحزام وقال سونيك بانه سيتدرب وسيعود قويا

و قد التقى سونيك بسايتاما مرة أخرى عندما كان سايتاما في المدينة وقد طلب سوينك منه القتال لكن سايتاما اخبره بانه مشغول وسيقاتله لاحقا، لكن سونيك بدأ بمهاجمة الناس وتدمير اغراضهم من اجل اغضاب سايتاما وانتهى به الحال بأن يكسر سايتاما سيفه ويلكمه لكمة خفيفة تسقطه ارضا بسهولة شديدة.

### في السجن
عندما أصبح سونيك شرير احضر إلى السجن بسرعة، لكن بفضل سرعته المدهشة تمكن من الهرب عدة مرة في رمشة عين، وقد هزم الكثير من السجناء الذين تحدوه ومنهم بطل المستوى اس S سجين بوري بوري الشاذ جنسيا.

### مواجهة ملك اعماق البحار
سونيك هرب من السجن مع بوري بوري وذهبا إلى المدينة J من اجل هزيمة الوحش ملك اعماق البحار، سونيك شاهد معركة بوري بوري مع ملك البحار وعرف بأن بوري بوري تعرض للكثير من الإصابة وبأنه في موقف صعب، وقال بانه قادر على هزيمتهما، وبعد ان سحق ملك البحار بوري بوري، قال سونيك بأنه يريد قتال الوحش وقد حاول ملك البحار ضرب سونيك لكنه تفادى لكمته بسهولة وضل يتفادى لكماته بسهولة، وقد تفادى جميع ضرباته ثم ركل ملك البحار على وجهه، وبعدها يظهر ملك البحار شيء مثل الثعبان يحاول عض سونيك لكنه يمزق قميصه فقط، ولكن قام سونيك بغلق فم ملك البحار مما جعله يعض الثعبان في فمه، وبعدها حاول ملك البحار مهاجمة سونيك لكنه تفادى جميع لكماته بسرعة ومن ثم قفز على مبنى، لكنه فجأ يلتفت إلى الوراء ليرى ملك البحار يضحك خلفه، وبدأ ملك البحار بأظهار قوته الحقيقية وبالكاد هرب سونيك منه، وقد ادرك سونيك بانه ليس ندا له وقرر ان يهرب لكن ملك البحار كان اسرع منه وحاول قتله لكن بدلا من ذلك تمزقت جميع ملابس سونيك واصبح عاريا لكنه لاذ بالفرار

و عندما كان سونيك يجري بعيدا التقى في طريقه بجينوس واخبر جينوس بأنه لن يتمكن من هزيمة ملك البحار، وقال سونيك بانه سيعود لقتل ملك البحار، بعد فترة عاد سونيك من اجل قتال ملك البحار لكن ملك البحار قد هزم من قبل سايتاما.

## قوته وقدراته
كنينجا سونيك بارع في اخفاء وجوده وايضا بارع في استخدام العديد من الاسلحة 

سرعة شديدة : ميزة سونيك الواضحة هي سرعته الشديدة جدا ورشاقته حيث انه قادر على التحرك بسرعة لدرجة انه لا يمكن لأحد ان يراه، لكن حتى الآن ظهر شخصان قادرا على مجارته هما ملك البحار الذي كان قريبا منه وكاد يقتله لولا هربه، وسايتاما الذي تمكن من رؤيته بسهولة.

قوته البدنية : على الرغم من مظهره الرقيق، إلا ان سونيك يمتلك بعض الميزات تمكنه من ان يكون فوق قوة البشر، وايضا يمتلك قوة تحمل جيدة كما تمكن من تحمل بعض الضربات من ملك اعماق البحار، ومن أهم هجمات سونيك هي ركلة نصل الرياح (風刃脚) وهي ركلة قوية بسرعة الصوت

و أيضا سونيك يقاتل باستخدام سيف والنجوم الحادة الخاصة بالنينجا.

## معاركه
- سونيك ضد عصابة الجنة (مع المجرم رأس المطرقة)

النتيجة: فوز سونيك بسهولة
- سونيك ضد سايتاما

النتيجة: فوز سايتاما بسهولة شديدة
- سونيك ضد ملك اعماق البحار

النتيجة: هرب سونيك من الملك
- سونك ضد سايتاما (المدينة زد)

النتيجة: فوز سايتاما بسهولة

## اقواله
| ”                   | انت وضيع مع لعبتك الصغيرة "لنقاتل من اجل العدالة" لست قادرا على قتال خصم قوي و لست قادرا على حماية اي شيئ | “ |
| —سونيك يتحدث لجينوس | |   |

| ”                        | كلما واجهتك , لا يمكنني تصور نفسي فائزا لسبب ما , لا يمكنني المضي قدما اذا لم اهزمك و امحو هذا التفكير | “ |
| —سونيك يتحدث إلى سايتاما | |   |

## هوامش
- سونيك في المرتبة 3 لكثر شخصية شعبية في ون بونش مان في اليابان
- رقم السجين الخاص بسونيك هو 4188
- بسبب مظهره الانثوي، والعديد من التابعين يعتقدون بانه فتاة
- ون (مؤلف ون بونش مان) قال بأن سونيك مع سلاح كان قادرا على هزيمة ملك اعماق البحار قبل سقوط المطر (لأن المطر يزيد من طاقة الملك اضعاف)
- دائما سونيك يتعرض لضربة موهينة من قبل سايتاما الأولى كانت لكمة خفيفة تحت الحزام، والثانية ضربة خفيفة على الرقبة
- الخطوط السوداء تحت عيني سونيك هي تلميح لللاعب كرة قدم أمريكي
- يشارك سونيك تقنية ركلة نصل الرياح مع فلاشي فلاش، مع ان سونيك استخدمها ضد سايتاما، والاخر اثناء معركته مع غارو
- قد يكون اسم سوينك إشارة إلى سونيك القنفذ، وايضا التشابه في السرعة الشديدة.